# SCH-65 Onderneming (schip, 1903)
De SCH 65, ‘Onderneming’, was een zogenaamde (stoom)logger met als bouwjaar 1903. Ze was in 1939 vanuit Vlaardingen doorverkocht aan de NV Vischhandel, Reederij en IJsfabriek Vrolijk te Scheveningen. Het hier bedoelde vissersvaartuig was gedurende de Tweede Wereldoorlog als zodanig in gebruik.

## Maritieme spionage
Het schip ging samen met de IJM 263, ‘Guus’ van de onderneming ‘Jomilou’ te Haarlem en de SCH 160, ‘Onderneming II’ van de rederij Vrolijk te Scheveningen, deel uitmaken van de vloot van spionageloggers die in de Tweede Wereldoorlog naast de zeevisserij tevens maritieme spionage bedreef. De SCH 65 behoorde tot een dertigtal Nederlandse vissersschepen dat in de loop van 1944 wisselde van thuishaven. Door velerlei oorlogshandelingen in de Tweede Wereldoorlog - waaronder een te verwachten invasie vanuit Engeland - werd de Noordzee als visgebied gesloten en IJmuiden als thuishaven vervangen. De schepen werden overgevaren naar Delfzijl dat als nieuwe thuishaven ging gelden voor de vissers die de Waddenzee zouden gaan bevissen.

## Tijdingloos
De IJM 263 van 'Jomilou' werd door de Scheveningse rederij Vrolijk uitgereed. De SCH 65 en de IJM 263 voeren op 19 maart 1945 uit ter visserij maar werden tijdingloos. Aangezien de spionageschepen bij de geallieerden bekend waren en herhaaldelijk werden aangevallen vanuit de lucht, moet voor stellig worden aangenomen dat ook deze beide schepen door geallieerde vliegers tot zinken zijn gebracht. Noch van de bemanningen noch van de op de schepen aanwezige V-Männer is ooit nog iets vernomen.

## Geluk
De SCH 160 kon door gebrek aan brandstof niet tegelijkertijd uitvaren met de beide andere schepen; ze moest eerst kolen bunkeren in het Duitse Emden. Na de vermissing van de twee schepen voer de SCH 160 tot geluk van haar bemanning niet meer uit. Dit totale gebeuren vormde tevens het einde van de maritieme spionage in de Tweede Wereldoorlog. De grondlegger van de maritieme spionage op de Noordzee, de Kapitänleutnant en Abwehrmann Friedrich Carl Heinrich Strauch, was in een voorgaand jaar al overgeplaatst naar Parijs.